# Euchromiina
Els Euchromiina són una subtribu d'arnes tigre de la família Erebidae. Van ser descrits per Arthur Gardiner Butler el 1876. Moltes espècies de la subtribu imiten les vespes. Euchromiina sempre s'ha considerat estretament relacionat amb la subtribu Ctenuchina per la seva similaritat amb les arnes i les vespes. Aquestes dues subtribus constitueixen unes 3.000 espècies vàlides, la majoria de les quals es troben al Neotròpic.

## Taxonomia
La subtribu es va classificar anteriorment com la tribu Euchromiini de la subfamília Ctenuchinae de la família Arctiidae.

## Gèneres
Els gèneres següents s'inclouen a la subtribu:
- Aclytia
- Antichloris
- Anycles
- Apeplopoda
- Argyroeides
- Ceramidia
- Chrostosoma
- Chrysocale
- Coreura
- Correbia
- Correbidia
- Cosmosoma
- Cyanopepla
- Dasysphinx
- Delphyre
- Didasys
- Dinia
- Diospage
- Diptilon
- Dycladia
- Empyreuma
- Epidesma
- Episcepsis
- Erruca
- Eucereon
- Euchromia
- Gymnelia
- Holophaea
- Homoeocera
- Horama
- Hyaleucerea
- Hyalomis
- Hyperphara
- Isanthrene
- Leucotmemis
- Loxophlebia
- Lymire
- Macrocneme
- Mallodeta
- Mesothen
- Mevania
- Myrmecopsis
- Nelphe
- Nyridela
- Paraethria
- Pheia
- Phoenicoprocta
- Poliopastea
- Pompilioides
- Pseudocharis
- Pseudohyaleucerea
- Pseudosphex
- Psilopleura
- Psoloptera
- Rhynchopyga
- Saurita
- Scena
- Sphecosoma
- Syntomeida
- Uranophora
- Valvaminor